# Église Saint-Pierre-et-Saint-Paul de Berkasovo
Pour les articles homonymes, voir Église Saint-Pierre-et-Saint-Paul.
L'église Saint-Pierre-et-Saint-Paul de Berkasovo (en serbe cyrillique : Српска православна црква Светих Петра и Павла у Беркасову ; en serbe latin : Crkva svetih Petra i Pavla) est une église orthodoxe serbe située à Berkasovo en Serbie, dans la municipalité de Šid et dans la province de Voïvodine. Construite entre 1766 et 1778, elle est inscrite sur la liste des monuments culturels de grande importance de la république de Serbie (identifiant no SK 1348).

## Présentation
L'église Saint-Pierre-et-Saint-Paul a été construite entre 1766 et 1778 dans un style baroque. Elle est constituée d'une nef unique prolongée par une abside demi-circulaire ; à l'ouest, elle est dominée par un clocher dont la hauteur est accentué par un bulbe en étain ajouré de style rococo. Les façades sont rythmées par des pilastres et par une corniche moulurée qui court le long du toit. 
L'iconostase a été réalisée dans un style baroque avec des éléments rococo ; le nom de son sculpteur est inconnu. On a longtemps considéré que les fresques de l'église, réalisées en 1787, étaient l'œuvre de Kuzman Kolarić ; des études plus récentes les attribuent à Andrej Šaltist, un artiste originaire de Novi Sad, dont le nom est mentionné sur l'iconostase du monastère de Privina Glava. Par la suite, les peintures de l'église ont été remaniées, notamment en 1862 par Pavle Čortanović. Le trône de la Mère de Dieu et le trône de l'évêque ont été décorés d'icônes réalisées en 1910 par Svetozar Popović.
L'église a été restaurée en 1982.